# دوغلاس رامزي
دوغلاس رامزي (بالإنجليزية: Douglas Ramsay) هو متزلج فني أمريكي، ولد في 1945 في ديترويت في الولايات المتحدة، وتوفي في 15 فبراير 1961.